# Vampire (Awesome City Clubの曲)
「Vampire」（ヴァンパイア）は、日本のバンド・Awesome City Clubが2016年3月18日にCONNECTONEからリリースした2作目の配信限定シングル。

## 概要
- アルバム『Awesome City Tracks 2』以来約半年ぶりのリリース。
- シングルとしてはクラウドファンディング限定でリリースした「アウトサイダー」以来約8カ月ぶり、配信限定としては「Lesson」以来約1年2カ月ぶりとなる。

## 収録曲
1. Vampire
H.I.S.『楽しさがとまらない マカオ』CMソング